# Aleksandr Borodin
Aleksandr Porfirjevitj Borodin (Александр Порфирьевич Бородин), född 12 november 1833 i Sankt Petersburg, död 27 februari 1887 på samma plats, var en rysk kompositör.

## Biografi
Borodin brukar räknas till Nyryska skolan eller som den också kallas: De fem. Borodin föddes i Sankt Petersburg som oäkta son till en georgisk furste. Han fick fadersnamnet och efternamnet efter furstens kammartjänare, vilket var sed på den tiden. Fadern såg till att Borodin fick en god utbildning, bland annat pianolektioner, men det var inom kemin han specialiserade sig. Borodin skrev en avhandling om arsenik- och fosforsyra, och blev så småningom professor i kemi vid Sankt Petersburgs medicinska högskola. Borodin fick inte särskilda kompositionslektioner förrän 1863 då Milij Balakirev antog honom som elev. 1869 dirigerade Balakirev Borodins första symfoni och samma år började Borodin på sin andra. Denna första symfoni var ingen succé vid premiären, men Franz Liszt arrangerade ett framförande av symfonin i Tyskland 1880, vilket gjorde att Borodin blev känd utanför Ryssland. Det berättas att Borodin och kemistkollegan Dmitrij Mendelejev under studiebesök i Tyskland åkte runt och provspelade Johann Sebastian Bachs orglar.
Det krävande yrket som kemist och professor gjorde att komponerandet gick långsamt. Han komponerade mest på ledigheter och då han var sjuk i hemmet. Därför tillönskade hans musikaliska vänner ofta honom dålig hälsa. 1869 började Borodin arbeta på operan Furst Igor som kan ses som en av hans mest karakteristiska kompositioner. Här varvar han romantiska melodier med eldiga orientaliska rytmer, till exempel i de ofta spelade polovtsiska danserna. Borodin skrev själv librettot och detta betraktas idag som ett mästerverk i sig. Borodin var inte klar med operan vid sin död 1887 (han dog under en bal av brusten kroppspulsåder). Furst Igor färdigställdes av Nikolaj Rimskij-Korsakov och Aleksandr Glazunov. Glazunov komponerade bl.a. hela uvertyren.
Borodins stråkkvartett nr 2 skrevs till hustrun vid deras 25-års förlovningsjubileum. Satsen ”Nocturne” är synnerligen romantisk och vacker, och den spelas ofta separat.
Som kuriosa kan nämnas att den parisiska gruppen Les Apaches kom att låna huvudtemat i första satsen på Borodins andra symfoni som sin signatur.

## Utmärkelser
Asteroiden 6780 Borodin är uppkallad efter honom.

## Verk (urval)

### Opera
- Bogatyri, operafars (libretto av Viktor Krylov) som bygger på musik av Rossini, Meyerbeer, Offenbach, Serov, Verdi m fl (1878)
- Furst Igor (libretto av Borodin) (1869–87) ofullbordad, färdigställd av Rimskij-Korsakov och Glazunov

### Orkestermusik
- Symfoni nr 1 i Ess-dur (1862–67)
- Symfoni nr 2 i h-moll (1869–76)
- En skiss från stäppen, symfonisk dikt (1880)
- Symfoni nr 3 i a-moll (1886/87), endast 2 satser fullbordade, instrumenterad av Glazunov

### Kammarmusik
- Trio i g-moll för 2 violiner och cello, bygger på den ryska folkvisan ” Chem tebya ya ogorchila” (1855)
- Kvartett i D-dur för flöjt, oboe, viola och cello, bygger på musik av Joseph Haydn (1852–56)
- Pianotrio i D-dur, tre satser, den fjärde är förlorad (1850–60)
- Stråkkvintett i f-moll för två violiner, viola och 2 celli (1859/60), coda och final färdigställd av O.A. Jevlachov 1960
- Cellosonat i c-moll, efter ett tema av Bach (1860)
- Stråksextett i d-moll, endast två satser bevarade (1860–61)
- Pianotrio i D-dur (1860–61)
- Pianokvintett i c-moll (1862)
- Stråkkvartett nr 1 i A-dur (1874–79)
- Stråkkvartett nr 2 i D-dur (1881)
- Scherzo i D-dur för stråkkvartett (1882)
- Serenata alla spagnola i d-moll för stråkkvartett, ingår i den kollektiva kvartetten "B-La-F", skriven tillsammans med Rimskij-Korsakov, Glazunov och Anatolij Ljadov (1886)

### Pianoverk
- Petite Suite (1885), finns även instrumenterad av Glazunov (1889)
- Scherzo i Ass-dur (1885)
- Hélène-Polka i d-moll för fyrhändigt piano (1843/1861)
- Allegretto i Dess-dur för fyrhändigt piano (1861)
- Scherzo i E-dur för fyrhändigt piano (1861)
- Tarantella i D-dur för fyrhändigt piano (1862)